# 横浜市立丸山台中学校
横浜市立丸山台中学校（よこはましりつ まるやまだいちゅうがっこう）は神奈川県横浜市港南区丸山台にある公立中学校。略称は丸山台中（まるやまだいちゅう）または丸中（まるちゅう）。

## 沿革
- 1981年（昭和56年）7月11日　-　横浜市立野庭中学校丸山台方面校第1回開設準備委員会
- 1981年（昭和56年）7月15日　-　丸山台方面校建設工事着工（KK小俣組施工）
- 1981年（昭和56年）8月8日　-　校名「横浜市立丸山台中学校」に決定
- 1982年（昭和57年）3月25日　-　校舎体育館竣工
- 1982年（昭和57年）4月1日　-　横浜市立丸山台中学校開校
- 1982年（昭和57年）9月22日　-　PTA発足
- 1983年（昭和58年）1月28日　-　校章・校旗・校歌制定発表会
- 1983年（昭和58年）4月1日　-　同窓会発足
- 1985年（昭和60年）3月28日　-　校舎増築・格技場新築落成
- 1994年（平成6年）3月31日　-　コンピュータ教室竣工、プール塗装工事終了
- 1996年（平成8年）3月11日　-　視聴覚室・会議室・2階相談室竣工
- 2020年（令和2年）4月1日　-　横浜市立野庭中学校と統合し、新たに横浜市立丸山台中学校を開校。

## 教育目標
横浜市立丸山台小学校と同じ知・徳・体・公・開の5つを目標に掲げている。
- 自ら学び考え、意欲的に学習に取り組む生徒【知】
- 自分や他人の生命を尊重し、大切にできる生徒【徳】
- 自ら健康を保持増進できる生徒【体】
- 自律心を持ち、自ら進んで社会のルールやマナーを守っていく生徒【公】
- 広い視野を持ち、積極的に社会にかかわる生徒【開】

## 校歌・校章
校歌は初代校長の笠原実が作詞、沖喜英雄が作曲を行っている。校章の図案者は元教諭の平野みどりが行っている。校章の中心部には本校開校の際に植樹された、「やる気」「根気」「元気」を象徴する三本の木、丸山の地名をしめす周囲の円は、3学年の生徒が一丸となるスクラムと年輪を意味し、丸山台中学校のかぎりない発展を願っている。

## 部活動
- 吹奏楽部

顕著な成績を残しており、2013年に富山県で行われた第13回東日本学校吹奏楽大会で初出場ながら金賞を獲得している。
- 演劇部

「第35回　横浜市中学校演劇発表会（臨海地区）　　優秀賞「ジャンバラヤ」作：大垣ヤスシ」
「第30回 　横浜市中学校演劇ジュニアコンテスト　
最優秀賞「厄介な紙切れ」作：大嶋昭彦」
「第36回　横浜市中学校演劇発表会（臨海地区）　　優秀賞「ハルヤくんの野望」作：浅田七絵」
「第31回　横浜市中学校演劇ジュニアコンテスト　　最優秀賞「グッジョブ」作:山﨑伊知郎」
「第37回　横浜市中学校演劇発表会（臨海地区）　　優秀賞「ワンダーエース」作：山﨑伊知郎」
「第38回　横浜市中学校演劇発表会（臨海地区）　　最優秀賞「Somniumが見せた。」作：浅田七絵」
「第62回　神奈川県中学校演劇発表会　　県中文連会長賞＆青少年センター館長賞「Somniumが見せた。」作：浅田七絵」
「第33回　横浜市中学校演劇ジュニアコンテスト　　優秀賞「GHOST FRIENDS」作：北村明日香」

## 所在地・交通アクセス
- 〒233-0013　神奈川県横浜市港南区丸山台4-1-1
- 横浜市営地下鉄ブルーライン上永谷駅より徒歩15分

## 著名な関係者
- 小桧山雅仁　-　元プロ野球選手 横浜DeNAベイスターズ
- 福嶋晃子　-　女子プロゴルファー
- 榎田卓央　-　元テレビ東京アナウンサー、第13代校長（民間人校長）
- 渡辺勝　-　プロ野球選手 中日ドラゴンズ